# Danthonia compressa
Danthonia compressa là một loài thực vật có hoa trong họ Hòa thảo. Loài này được Austin mô tả khoa học đầu tiên năm 1869.

## Hình ảnh

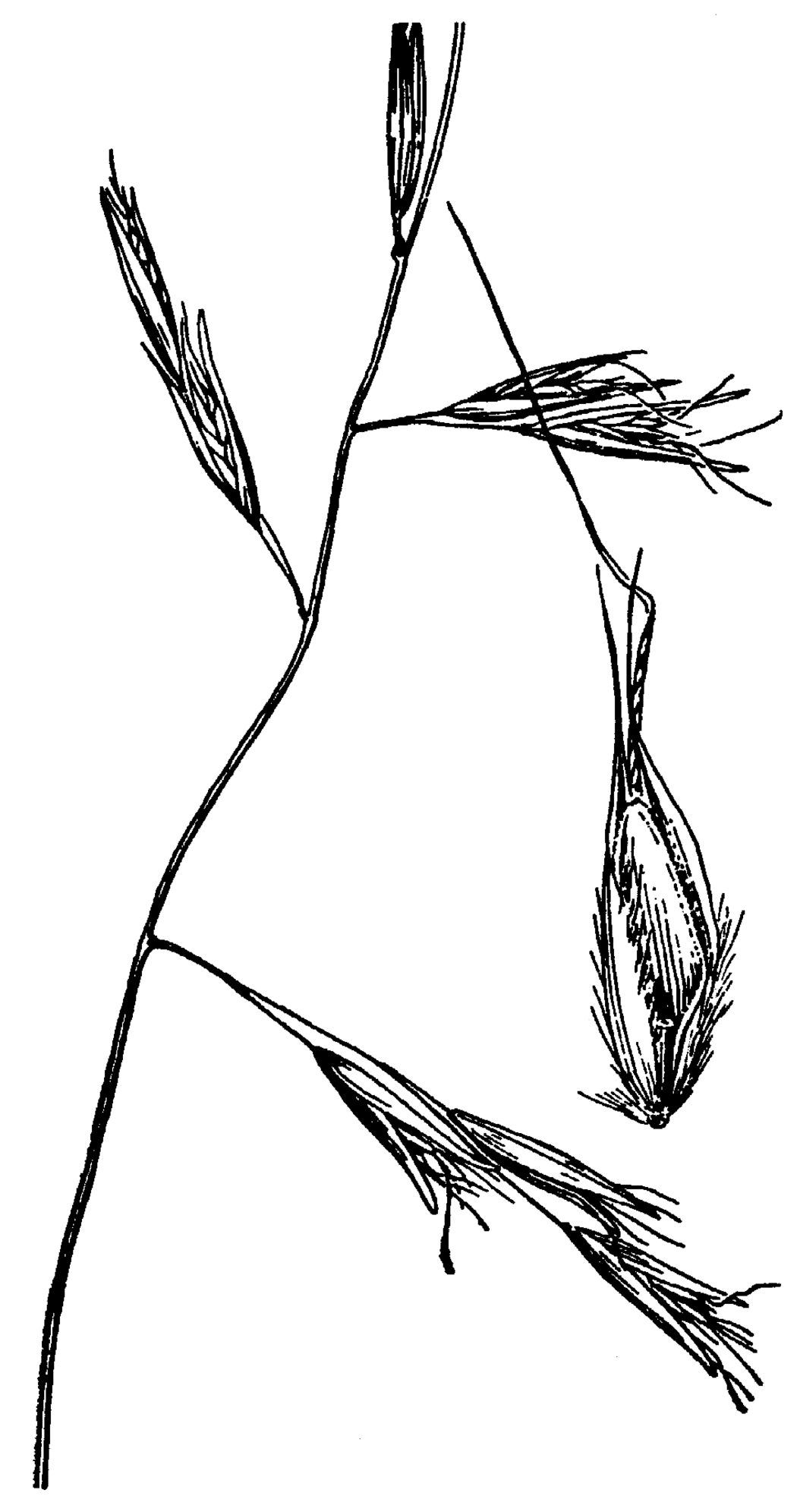